# 打爛埕頂山
打爛埕頂山（意即「石澳山」）是香港南區石澳郊野公園的一座山，高284米。
由打爛埕頂山至雲枕山之間的一段山脊路，因為高低起伏如龍的骨脊，被稱為「龍脊」。

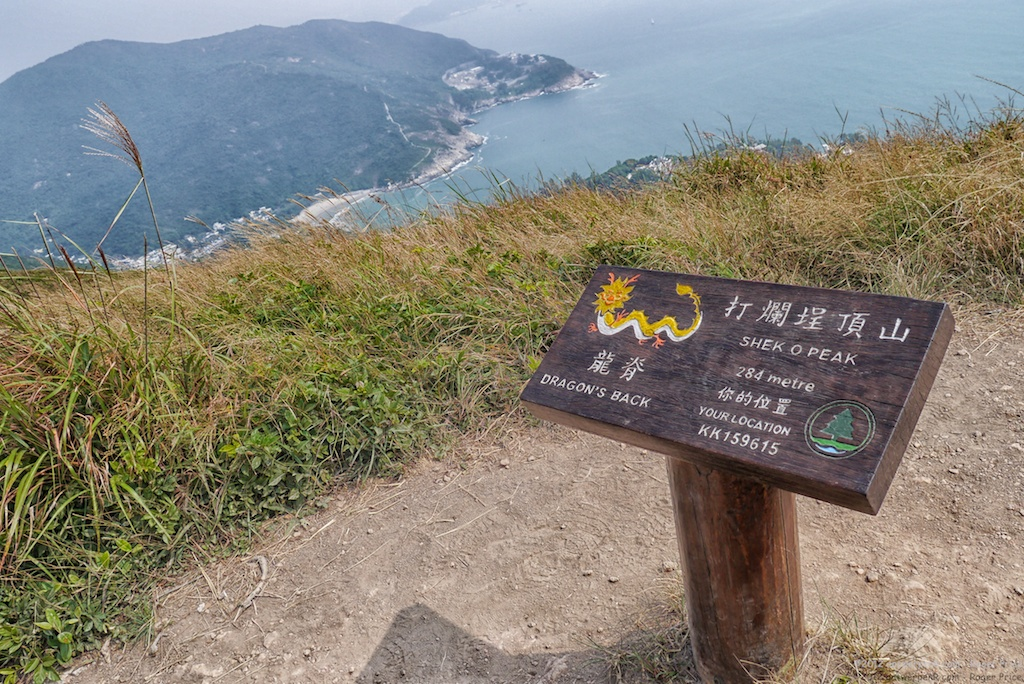
打爛埕頂山之山頂

港島徑第八段經過此山，遊人可以在這裏觀賞石澳、大浪灣，甚至東龍洲的優美景色。登上打爛埕頂山一段有碎石，遊人宜小心走。
2019年4月，美國有線電視新聞網（CNN）評選龍脊為全球最佳23條遠足徑之一。2004年11月，時代周刊亞洲版也稱香港的龍脊為亞洲區最佳的市區遠足徑。

## 事件
2021年3月6日有行山人士在龍脊上，發現被裝上由木材製作，高約2米，疑似扮作龍爪的三叉狀木雕，照片流傳後引起行山人士及網民劣評，批評是醜陋及多餘的裝飾，並且破壞山野自然景觀。漁護署回應傳媒查詢時確認該「龍爪」擺設是由其部門決定製作及安裝，又稱製作該擺設的木材是取自被颱風吹倒的樹木，屬試驗性質及不牽涉額外費用，但經審視後認為在該處擺放擺設與附近自然環境並不配合，因此安排在3月8日派員移除有關擺設。

## 參照
1. ↑   (PDF). 香港特別行政區選舉會員委員會. （原始内容 (PDF)存档于2021-08-31）.
2. ↑  CNN, By Joe Minihane. . CNN.   [2020-05-18]. （原始内容存档于2020-05-10） （英语）.
3. ↑  黎靜珊; 蔡正邦; 彭愷欣. . 香港01. 2021-03-08  [2021-03-08]. （原始内容存档于2021-03-09）.
4. ↑  黎靜珊; 楊婉婷. . 香港01. 2021-03-08  [2021-03-09]. （原始内容存档于2025-02-24）.

## 站外鏈接
- 頭條日報 頭條網 - 旅遊
- 香港地方 | 道路及鐵路 | 港島徑第五至八段 （页面存档备份，存于）
- 漁農自然護理署 石澳 （页面存档备份，存于）
- 【龍脊行山路線】迷人港島徑八段　喜劇之王、海闊天空取景地作結